# Багин-ду-Монте
Багин-ду-Монте (порт. Baguim do Monte) — район (фрегезия) в Португалии, входит в округ Порту. Является составной частью муниципалитета Гондомар. Находится в составе крупной городской агломерации Большой Порту. По старому административному делению входил в провинцию Дору-Литорал. Входит в экономико-статистический субрегион Большой Порту, который входит в Северный регион. Население составляет 13 943 человека на 2001 год. Занимает площадь 5,43 км².

## Галерея

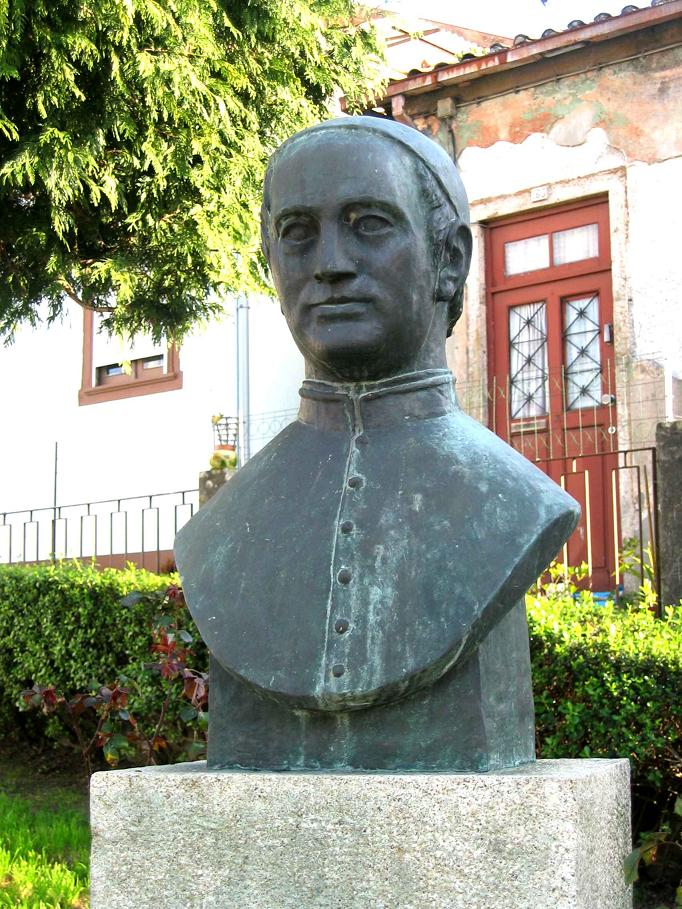
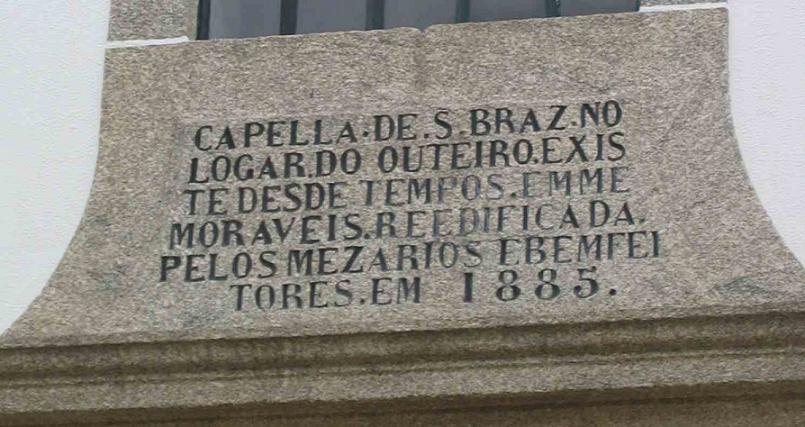
Собор
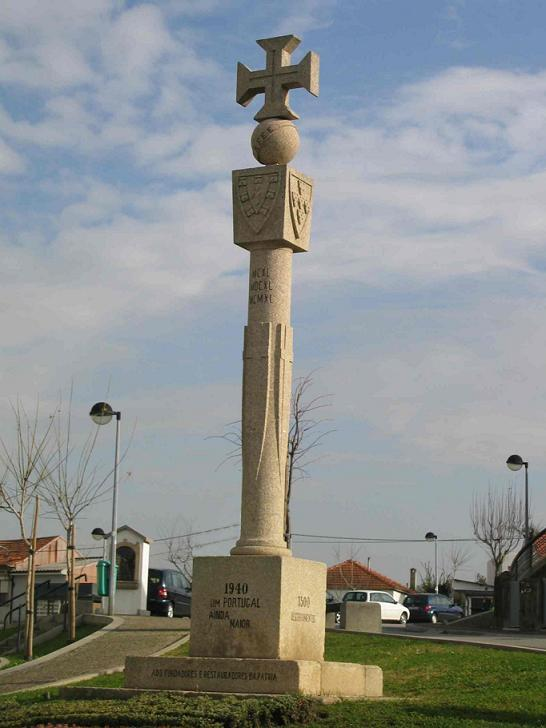
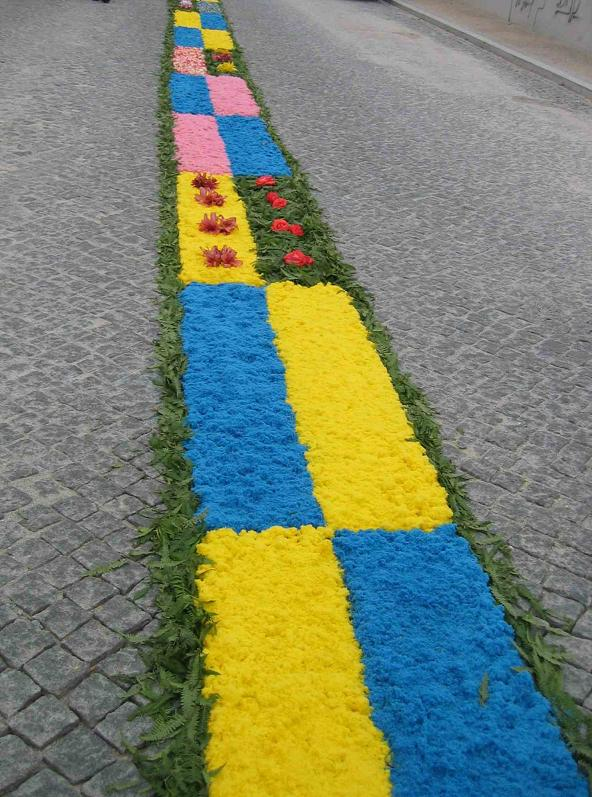
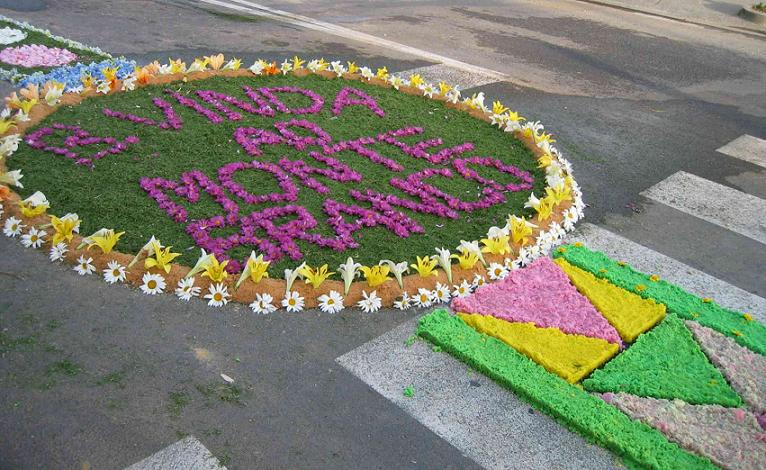